# François Streel
François joseph Guillaume Streel (Alleur, 29 september 1859 - Borgworm, 1 januari 1900) was een Belgisch volksvertegenwoordiger.

## Levensloop
Streel promoveerde tot doctor in de rechten en werd vrederechter.
Hij trouwde met Marie Gregoire en had 4 kinderen
- Hubert Streel in 1893
- Paul Streel in 1894
- Jean Streel in 1894
- Guillaume Streel in 1897

In mei 1898 werd hij verkozen tot katholiek volksvertegenwoordiger voor het arrondissement Borgworm. Hij was pas veertig toen hij anderhalf jaar later overleed.